# Романов, Евгений Арсеньевич
Евге́ний Арсе́ньевич Рома́нов (1926—2014) — советский передовик производства, токарь-расточник ленинградского научно-производственного объединения «Прогресс» Министерства радиопромышленности СССР, Герой Социалистического Труда (1971).

## Биография
Родился 19 февраля 1926 года в посёлке Отрадное Ленинградского уезда Ленинградской губернии (ныне город в Кировском районе Ленинградской области) в рабочей семье.
Окончив в 1941 году семь классов школы, поступил работать учеником токаря на ленинградский завод технологического оснащения «Прогресс». В годы блокады трудился в две смены, вырабатывая по 2—3 нормы. В свободное от работы время нёс дежурства на крыше завода, тушил зажигательные снаряды.
К 1946 году Е. А. Романов уже имел 5-й разряд токаря и проявлял своё мастерство в изготовлении различных опытно-конструкторских изделий, а также приборов контроля для химико-фармацевтического производства.

Надгробие Романова на Богословском кладбище

В 1953 году он освоил вторую специальность и перешёл работать расточником на высокоточные координатно-расточные станки, создавал уникальные изделия технологической оснастки и точности для космической и ракетно-технической отрасли, выполнял заказы в рамках программы Всемирной организации здравоохранения. Проработав на научно-производственном объединении «Прогресс» более 46 лет, Е. А. Романов стал высококлассным специалистом, освоил современное оборудование и выпускал идеально сделанную продукцию. Только в 1966—1970 годах Е. А. Романов внёс более сотни рационализаторских предложений. Это позволило добиться высочайшей чёткости и качества обработки изделий, поднять производительность труда в 1,7 раза и выйти в лидеры социалистического соревнования. За свои трудовые достижения он был награждён различными орденами и медалями.
Указом Президиума Верховного Совета СССР от 26 апреля 1971 года за выдающиеся заслуги в выполнении заданий VIII пятилетки и организацию производства изделий новой техники Евгению Арсеньевичу Романову присвоено звание Героя Социалистического Труда с вручением ордена Ленина и золотой медали «Серп и Молот».
С 1988 года на пенсии. Проживал в Выборгском районе Петербурга.
Умер 4 января 2014 года на 88-м году жизни. Похоронен на Богословском кладбище.